# Huawei Y6p
Huawei Y6p — смартфон початкового рівня, розроблений компанією Huawei. Був представлений 5 травня 2020 року разом з Huawei Y5p. В Україні смартфон був представлений 21 травня 2020 року.
1 березня 2020 року в Китаї була представлена модель Huawei Enjoy 10e, що відрізняється від Huawei Y6p процесором та відсутністю надширококутного модуля камери. 28 лютого 2021 року був представлений Huawei Enjoy 20e, що від попередника відрізняється процесором та іншою операційною системою в конфігурації 6/128 ГБ.
Також 29 квітня 2020 року в разом з Honor 9C та Honor 9S був представлений Honor 9A, що відрізняється від Huawei Y6p тільки дизайном задньої панелі та оболонкою системи. В Китаї 30 березня 2020 року був представлений Honor Play 9A, що має подібні до Huawei Enjoy 10e характеристики і дизайн від Honor 9A.

## Дизайн
Екран смартфонів виконаний зі скла, а рамка і задня панель — з глянцевого пластику.
Знизу розміщені роз'єм microUSB, динамік, мікрофон та 3,5 мм аудіороз'єм, зверху — другий мікрофон, зліва — лоток зі слотами під 1 SIM-картку і карту пам'яті або 2 SIM-картки і карту пам'яті залежно від моделі Huawei Y6p та тільки останній варіант в інших моделей, а справа — гойдалка регулювання гучності та кнопка блокування. Сканер відбитків пальців знаходиться на задній панелі.
Huawei Y6p продавався в 3 кольорах: чорному (Midnight Black), фіолетовому (Phantom Purple) та зеленому (Emerald Green).
Huawei Enjoy 10e продавався в 3 кольорах: чорному (Midnight Black), білому (Pearl White) та зеленому (Emerald Green).
Huawei Enjoy 20e продається в 3 кольорах: чорному, фіолетовому та зеленому.
Honor 9A продавався в 3 кольорах: світло-блакитному (Ice Green), чорному (Midnight Black) та блакитному (Phantom Blue). В Honor Play 9A ці ж варіанти кольорів мають інші назви: Jasper Green, Dark Night Black та Blue Water Emerald відповідно.

## Технічні характеристики

### Апаратне забезпечення
Huawei Y6p та Honor 9A отримали SoC MediaTek Helio P22, а Huawei Enjoy 10e та Honor Play 9A — Helio P35. Обидві системи поставляються з графічним процесором PowerVR GE8320. Huawei Enjoy 20e у версіях 4/64 та 4/128 ГБ отримав систему на кристалі MediaTek Helio P35, а у версії на 6/128 ГБ — HiSilicon Kirin 710A з графічним процесором Mali-G51 MP4. Huawei Y6p продавався в конфігураціях 3/32, 3/64 та 4/64 ГБ, Huawei Enjoy 10e та Honor 9A — 4/64 та 4/128 ГБ, Huawei Enjoy 20e — 4/64, 4/128 ГБ та 6/128 ГБ, а Honor 9A — 3/64 ГБ. В Україні Huawei Y6p продавався тільки в конфігурації 3/64 ГБ. Об'єм сховища можна розширити картою пам'яті формату microSD до 512 ГБ.
Батарея отримала об'єм 5000 мА·год та підтримку зворотної дротової зарядки на 6 Вт.
Екран IPS LCD, 6,3", HD+ (1600 × 720) зі щільністю пікселів 278 ppi, співвідношенням сторін 20:9 та краплеподібним вирізом під фронтальну камеру.
Y6p та Honor 9A отримали основну потрійну камеру із ширококутним об'єктивом на 13 Мп з діафрагмою f/1.8 і фазовим автофокусом, надширококутним об'єктивом на 5 Мп з діафрагмою f/2.2 і сенсором глибини на 2 Мп з діафрагмою f/2.4. В моделей Huawei Enjoy 10e, Enjoy 20e та Honor Play 9A відсутній надширококутний об'єктив. Передня камера всіх моделей отримала роздільність 8 Мп, діафрагму f/2.0. Основна та фронтальна камера смартфонів вміють записувати відео в роздільній здатності 1080p@30fps.

### Програмне забезпечення
Enjoy 10e працює на EMUI 10, Y6p та Enjoy 20e на MediaTek — на EMUI 10.1, а Honor 9A та Play 9A — Magic UI 3.1. Всі три оболонки працюють на базі Android 10 без сервісів Google Play. Для встановлення застосунків використовується Huawei AppGallery. Пізніше Enjoy 10e був оновлений до EMUI 10.1.
Версія Huawei Enjoy 20e з процесором Kirin працює на HarmonyOS 2.0.